# Insulær kunst
Insulær kunst er en stilart fra tidlig middelalder med rod i irsk-angelsaksisk post-romersk kunsttradition. Begrebet er afledt af insula, det latinsk ord for "ø", og det skal forklare, at Storbritannien og Irland i denne periode havde en fælles kunsttradition, der på mange punkter adskilte sig fra det øvrige Europas. Indenfor kunsthistorien kategoriseres den insulære kunst normalt som del af flere kunsttraditioner; herunder både traditionel germansk og vesteuropæisk kunst. Det er kombinationen af disse forskellige stiltraditioner, der giver den insulære kunst sin egenart. I 7. og 8. århundrede var den insulære stilart blevet en af de vigtigste i Europa. Sammen med den irsk-angelsaksiske munke og missionsbevægelse var den blevet spredt gennem klostre til det meste af Vesteuropa. Senere fik den også stor indflydelse på nordisk kunst. I England blandedes insulær stil med angelsaksisk kunst omkring 900, men den i Irland blomstrede indtil 12. århundrede, hvor den blandendes med romansk stil.
Insulær kunst er kendetegnet ved brugen af båndformede slanger eller fugleagtige dyr afbildet i profil. Dyrene har aflangt hoved med åbne mund og runde eller mandelformede øjne. Deres tynde bagkrop er snoet og aflang. Bruges ofte ornamentalt. Stilen blev brugt ornamentalt på både verdslige og religiøse genstande. Blandt de mest fremtrædende eksempler på insulær kunst er illuminerede manuskripter som f.eks. Book of Kells, høje stenkors som f.eks. Ruthwell Cross, metalgenstande og smykker.

## Galleri
- Folio 292 fra Book of Kells (ca. 800). Første side af Johannesevangeliet.
- Ruthwell Cross i Rothwell Kirke, Skotland (ca. 8. Årh.)
- Ardaghkalken, Irland (ca. 750)
- Tara-brochen, Irland (ca. 700)

## Eksterne link
- Wikimedia Commons har flere filer relateret til Insulær kunst